# ONE (ASKAの曲)
「ONE」（ワン）は、ASKAの楽曲。自身の6作目のシングルとして、東芝EMIから1997年4月28日に発売された。

## 背景
アルバム『ONE』からのリカットシングル。
通常12〜13曲ほど収録しているが、『ONE』では“人が一番聞きやすい長さ”の10曲に決めており、10曲決めた後にアルバム制作の延長として、「着地点」と「こんなふうに」をレコーディングしたという。表題曲が、2曲目に収録されるという構成になっている。

## 収録曲
| 全作詞: 飛鳥涼。 |                  |           |                       |                      |      |
| #                | タイトル         | 作詞      | 作曲                  | 編曲                 | 時間 |
| 1.               | 「着地点」       | 飛鳥涼    | 飛鳥涼                | 飛鳥涼、ROBIN SMITH  | 4:58 |
| 2.               | 「ONE」          | 飛鳥涼    | 飛鳥涼、ERVIN BEDWARD | 飛鳥涼、PAUL WICKENS | 4:03 |
| 3.               | 「こんなふうに」 | 飛鳥涼    | 飛鳥涼                | 飛鳥涼、ROBIN SMITH  | 5:19 |
| 合計時間:        | 合計時間:        | 合計時間: | 合計時間:             | 14:20                |      |

## 楽曲解説
1. 着地点
日本テレビ系水曜ドラマ『ガラスの靴 a Cinderella Story』エンディング・テーマ。
2. ONE
日本テレビ系水曜ドラマ『ガラスの靴 a Cinderella Story』オープニング・テーマ。
ASKAが作曲している際にERVIN BEDWARDが横で鼻歌を歌っていて、「この曲は使える」となり、急遽コラボレーションの形をとることになった。作詞をする際に曲のなかの字数が少なくて、苦労したという。歌詞は恋愛の際に経験する別れ、誰でも経験する気持ち、自分や他人のなかにある気持ちの流れを簡潔に表現している[3]。
アルバム収録時とは、ミックスが異なっている。
3. こんなふうに
フジテレビ系『めざましテレビ週末号』テーマソング。
この楽曲は現在もアルバム未収録のままである。

## 収録アルバム
- ONE (#2)※オリジナル・ミックス
- ASKA the BEST Selection 1988-1998 (#1)
- Made in ASKA (#2)